# Koteto Ezkurra
José Ezkurra Zuntzarren, más conocido como Koteto Ezkurra, nacido en la localidad navarra de Santesteban el 9 de agosto de 1973, es pelotari español profesional en la modalidad de Remonte, desde el año 1990. Su padre José Ezkurra fue pelotari profesional en la modalidad de mano.
En su época de juvenil se proclamó Campeón de España en 1989. Debutó en profesionales a la temprana edad de 16 años el 6 de julio de 1990. Llegó a número uno de la especialidad a mediados de los 90. Consiguió once txapelas en el Campeonato individual, y tres títulos de parejas en 1994 (formando pareja con Eizaguirre), 1999 (con Imaz) y en 2006 (con San Miguel).

## Finales Campeonato individual
| Año  | Campeón        | Subcampeón     | Tanteo | Frontón   |
| ---- | -------------- | -------------- | ------ | --------- |
| 1995 | Koteto Ezkurra | Aizpuru        |        | Galarreta |
| 1996 | Koteto Ezkurra | Eizagirre      |        | Galarreta |
| 1997 | Koteto Ezkurra | Eizagirre      |        | Galarreta |
| 1998 | Koteto Ezkurra | Lizaso         |        | Galarreta |
| 1999 | Koteto Ezkurra | Eizagirre      |        | Galarreta |
| 2000 | Lizaso         | Koteto Ezkurra |        | Galarreta |
| 2001 | Koteto Ezkurra | Lizaso         |        | Galarreta |
| 2002 | Koteto Ezkurra | Zeberio        |        | Galarreta |
| 2003 | Eizagirre      | Koteto Ezkurra |        | Galarreta |
| 2004 | Koteto Ezkurra | Lizaso         | 35-33  | Galarreta |
| 2005 | Koteto Ezkurra | Lizaso         |        | Galarreta |
| 2007 | Zeberio        | Koteto Ezkurra | 35-17  | Galarreta |
| 2010 | Koteto Ezkurra | San Miguel     | 30-24  | Galarreta |
| 2011 | Koteto Ezkurra | Urrutia        | 30-22  | Galarreta |

- Datos: Q9017935